# Marid Mutalimow
Marid Kamiljewitsch Mutalimow (Марид Камильевич Муталимов; * 22. Februar 1980 in Machatschkala, Dagestanische ASSR) ist ein kasachischer Freistilringer in der Klasse bis 120 kg (Superschwergewicht).
Mutalimow trat erstmals 2003 bei den Asienspielen in Neu-Delhi international in Erscheinung, als er die Bronzemedaille gewann. Bei den Olympischen Sommerspielen 2004 in Athen unterlag er im Halbfinale dem Iraner Alireza Rezaei und im Kampf um die Bronzemedaille dem Türken Aydın Polatçı. In den Jahren 2005 und 2006 wurde er jeweils asiatischer Meister, 2007 und 2008 jeweils Zweiter.
Bei den Olympischen Sommerspielen 2008 erreichte er das Halbfinale, in welchem er dem später zweitplatzierten Russen Bachtijar Achmedow unterlag. Mutalimow trat daraufhin gegen den Iraner Fardin Masoumi, den Sieger der Hoffnungsrunde, an und gewann die Bronzemedaille.
Bei Asienspielen und Weltmeisterschaften kam Mutalimow bisher nicht über einen fünften Platz hinaus.